# الانگانالور
الانگانالور (به انگلیسی: Alanganallur) یک منطقهٔ مسکونی در هند است که در Madurai district واقع شده‌است.

## خصوصیات
الانگانالور ۱۱٬۰۷۸ نفر جمعیت دارد و ۱۸۵ متر بالاتر از سطح دریا واقع شده‌است.